# 비공개 회사
비공개 회사(非公開會社, 영어: privately held company) 또는 비상장 회사 또는 사기업(영어: private company)은 비정부 기구나 적은 수의 주주나 회사 임원에 의해 소유된 회사이다. 이들 회사는 주식 시장에서 주식 거래를 하지 않으며 주식을 소유한 자들만 비공개적으로 주식을 제공, 거래 혹은 양도한다. 비공개 회사는 주식 및 관련 권리나 의무가 공개 청약을 위해 제공되거나 해당 상장 시장에서 공개 협상되지 않는 회사이다. 대신, 회사의 주식은 "장외거래"라고도 알려진 비공개로 제공, 소유, 거래 또는 교환된다. 관련 용어는 비상장 기업(unlisted organisation), 비상장 회사(unquoted company), 사모 펀드(private equity)이다.
민간 기업은 상장 기업에 비해 덜 알려진 경우가 많지만 여전히 세계 경제에서 중요한 중요성을 갖고 있다. 예를 들어, 포브스에 따르면 2008년 미국 최대 441개의 민간 기업은 1조 8천억 달러의 수익을 올렸고 620만 명의 직원을 고용했다.
이와 별도로 모든 비정부 소유 회사는 민간 기업으로 간주된다. 이는 투자자가 개인이기 때문에 상장 기업과 비상장 기업을 모두 포함한다는 의미이다.

## 같이 보기
- 유한회사
- 공개 회사
- 비상장 공개 회사(unlisted public company)